# ツチイナゴ
ツチイナゴ（土蝗、土稲子、学名：Patanga japonica）は、バッタ目バッタ科に分類されるイナゴの1種。

## 形態
独特の模様がある褐色、黄褐色のバッタである。
成虫の体長はオスが5cm、メスが6cmほど。体型や大きさはトノサマバッタやクルマバッタに似ているが、全身が褐色で、細かい毛が生えている。背中には黄白色の線が頭部から尾部まで走っていて、複眼の下に黒い線、胸部の側面にも黒い縦しまがある。
幼虫はつやは無いが鮮やかな黄緑色をしており、この色彩は終齢幼虫まで続く。翅も伸びていないが、全身の細かい毛と複眼の下の黒い線は成虫と共通している。成虫になると一転、茶褐色となるが、これは成虫期の大半を過ごす冬季は枯れ草ばかりの環境であり、保護色として適当であるためと考えられている。

## 生態
日本では本州（関東以南）、四国、九州、南西諸島に分布し、日本以外では中国、インドまで広く分布する。バッタ類の多くはイネ科やカヤツリグサ科の植物がまばらに生えた草原を好むが、ツチイナゴはクズやカナムグラなどの生い茂ったマント群落を中心とした草丈の高い草原に多く生息し、主に食べる植物もそれらの葉の広い植物である。
あまり飛ばず、跳ねたり歩いたりすることが多い。
また、日本に分布するバッタ類は卵で越冬する種類ばかりだが、ツチイナゴはライフサイクルが丁度半年分逆転しており、成虫で越冬する。成虫は10月ごろから現れはじめ、冬になるとそのまま草原の枯れ草の下などで越冬する。春になると再び活動し、6月頃まで成虫がみられる。他のバッタ類が成虫として活動する夏頃には、ツチイナゴはまだ幼虫である。同じようなライフサイクルをおくる直翅目の昆虫としてはクビキリギス、シブイロカヤキリが有名であるが、ツチイナゴの成虫が持つ耐寒能力はそれらの虫よりも劣っており、代謝活動を落として生理的に冬眠するのではなく、なるべく日当たりが良く暖かい環境に身を置いて冬をやり過ごしている。暖かい日には活動し、僅かながら摂餌もする。終日凍結するような環境では多くが春を迎えられずに死亡する。越冬に不向きな環境ではしばしば飛んで移動する。
小柄なオスがメスの背に乗って交尾するのは他のバッタと一緒だが、オスは交尾の間時々自分の羽を蹴って発音する。メスをなだめていると思われる。
またイネや小麦といった植物を食べてしまう害虫ともされる
- 若齢幼虫
- 幼虫
- 産卵
- ツチイナゴのオス（福岡市）、メスに比べてだいぶ小さい

## 近縁種

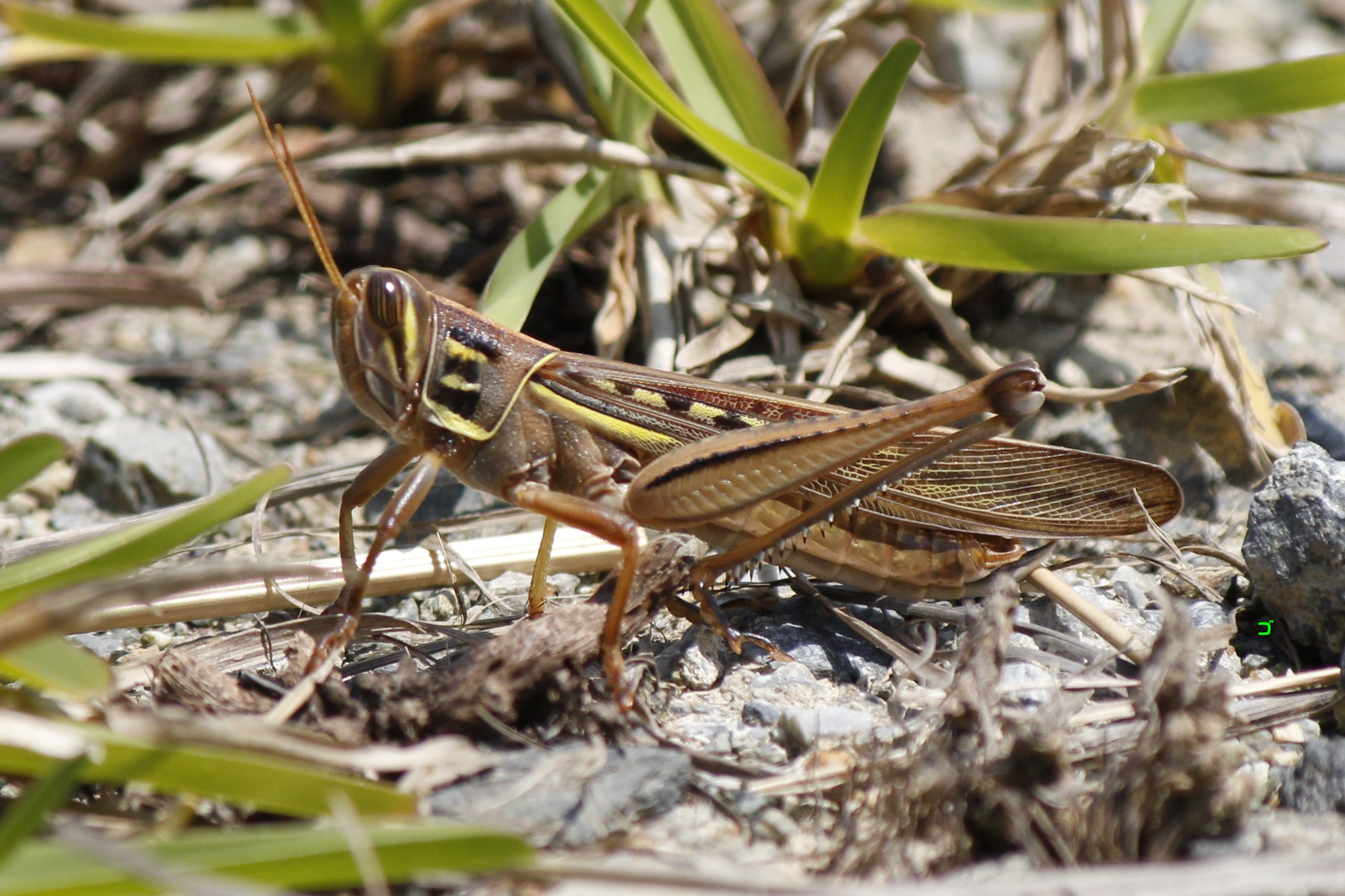
タイワンツチイナゴ

タイワンツチイナゴ Patanga succincta
南西諸島以南に分布する。ツチイナゴよりも大型で体毛が少ない。大きなメスの大きさは8cmになり、ショリョウバッタと並ぶ日本最大のバッタの１つである。

### 同じ亜科 Cyrtacanthacridinae の別属
ナンヨウツチイナゴ Valanga geniculata
和名の通り南洋にすむツチイナゴだが、ツチイナゴ属では無く、ナンヨウツチイナゴ属。

## 似た名称のもの
サバクトビバッタ (エジプトツチイナゴ) Schistocerca gregaria
いわゆるワタリバッタ（locust）であり、イナゴではない。